# Ruta Provincial 210 (Buenos Aires)
La Ruta Provincial 210 es la carretera de 49 km en el noreste de la Provincia de Buenos Aires, República Argentina. Une la localidad de Remedios de Escalada, en el Partido de Lanús, con la ciudad de Brandsen.
Mediante el Decreto Nacional 1595 del año 1979 se prescribió que este camino pasara a jurisdicción provincial. La Provincia de Buenos Aires se hizo cargo del mismo en 1988, cambiando su denominación a Ruta Provincial 210.
Antes de 1988 se la denominaba Ruta Nacional 210. Dicha ruta unía la traza antigua de la Ruta Nacional 205 (Avenida Hipólito Yrigoyen) en el puente carretero inaugurado el 3 de octubre de 1909 sobre las vías del Ferrocarril General Roca en la ciudad de Remedios de Escalada con la antigua Ruta Nacional 215 (actual Ruta Provincial 215) en la ciudad de Brandsen. Antes del año 1979 la Nación le transfirió a la Provincia de Buenos Aires el tramo de 9 km al norte de la Ruta Provincial 49 (actual Avenida Eva Perón), en Temperley.

## Nomenclatura municipal
Debido al crecimiento que tuvo el Gran Buenos Aires actualmente parte del mismo es una avenida urbana que tiene los siguientes nombres de norte a sur:
- Partido de Lanús: Avenida 29 de Septiembre y Pres. J. J. Malabia.
- Partido de Lomas de Zamora: Alsina y Avenida Almirante Brown.
- Partido de Almirante Brown: Avenida Tomás Espora, Avenida Berlín, Av. Longchamps (ex Dr. Chiesa), Carlos Dihel e Avenida Hipólito Yrigoyen.
- Partido de Presidente Perón: Avenida Hipólito Yrigoyen (desde 1996).[4]
- Partido de San Vicente: Avenida Hipólito Yrigoyen.
- Partido de Brandsen: Mariano Moreno.

## Localidades

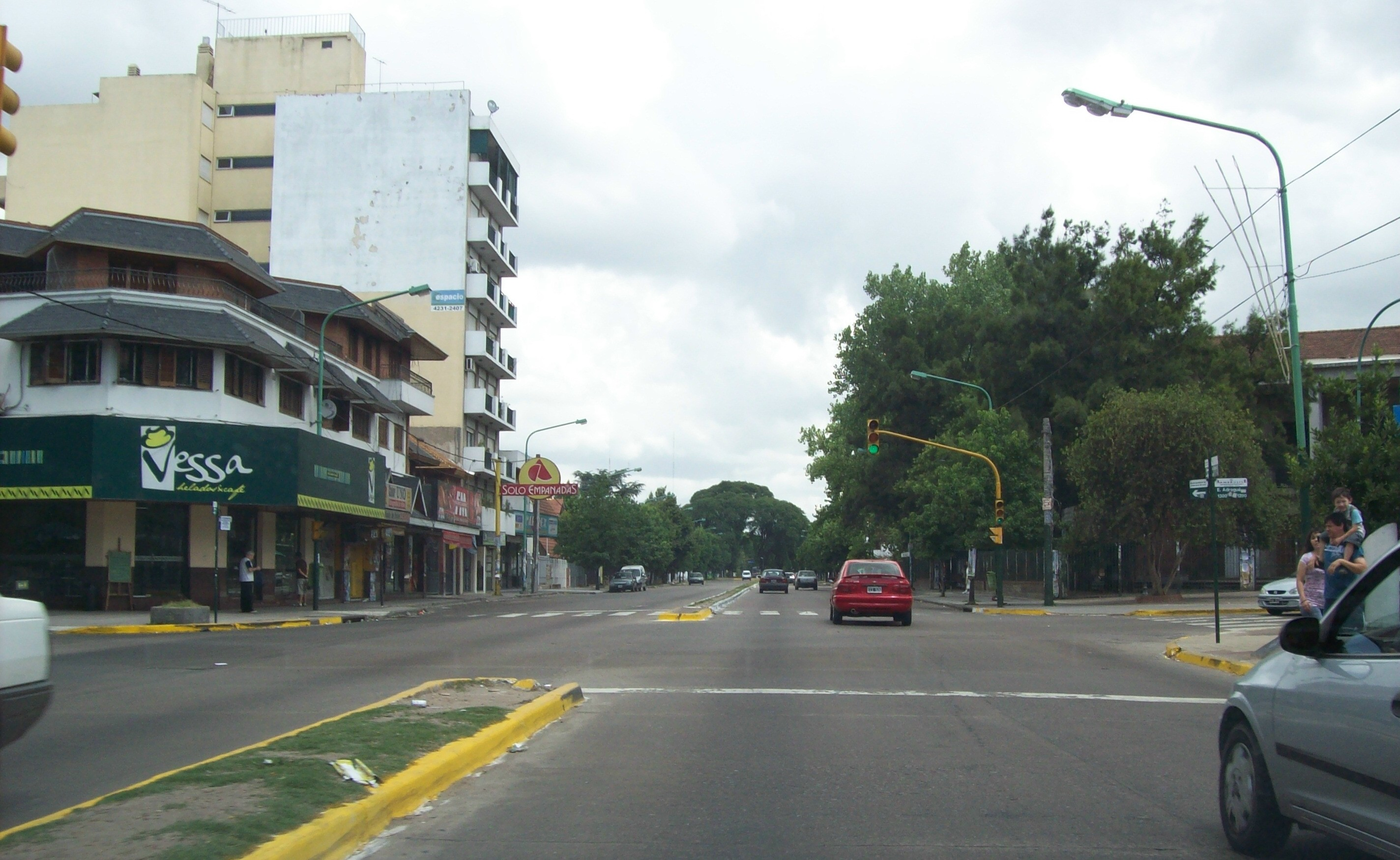
Ruta Provincial 210 en su paso por la ciudad de Adrogué.

A continuación se enumeran las localidades por la que pasaba la traza original de la Ruta Nacional 210, de norte a sur.

### Provincia de Buenos Aires
Recorrido: 57 km (km 14-71)
- Partido de Lanús: Remedios de Escalada (km 14).
- Partido de Lomas de Zamora: Banfield (km 16), Lomas de Zamora (km 18) y Temperley (km 20).
- Partido de Almirante Brown: Adrogué (km 23), Burzaco (km 27), Longchamps (km 32) y Glew (km 36).
- Partido de Presidente Perón: Guernica (km 40).
- Partido de San Vicente: Alejandro Korn (km 46) y Domselaar (km 61).
- Partido de Brandsen: Brandsen (km 71).

## Recorrido
A continuación, se muestra el recorrido en forma esquemática, mostrando cruces con calles, avenidas y rutas importantes que se presentan durante el trayecto, incluyendo también el trazado original de la Ruta Nacional 210, comenzando por el km. 14,3. La Ruta Provincial 210 se extiende desde la intersección con la Ruta Provincial 49 en Temperley, siendo éste el km. 21,0
|  | CONTgq | ABZq+lr | CONTfq |

| lDAMPF |  | SKRZ-Go |  |

|  |  | STR |

|  |  | TEEaq | CONTfq |

| STRq | ABZq+lxr | STRr |  |

| STRq | KRZ | STRq | CONTfq |

|  | STR |

| CONTgq | KRZ | STRq |  |

|  | STR |

| STRq | KRZ | STRq |  |

|  | TEEaq | STRq |  |

|  | SKRZ-GBUE |  | lDAMPF |

| STRq | KRZ | STRq |  |

| STRq | TBHF | CONTfq |  |

|  | BHF |

| STRq | KRZ | STRq |  |

|  | STR |

|  | TEEaq | STRq |  |

| STRq | TBHF | STRq |  |

|  | STR |

|  | TEEaq | STRq |  |

|  | ABZgl |

|  | STR |

|  | ABZg+r |

|  | STR |

|  | ABZgl |

|  | SKRZ-GBUE |  | lDAMPF |

| STRl | ABZgr+r |  |  |

|  | RM |

| STRq | RMKRZ | STRq |  |

| STRq | RMKRZ | STRq |  |

|  | TEEaq | STRq |  |

|  | exSKRZ-G+eBUE |

|  | RM |

| STRq | RMKRZ | STRq |  |

| STRq | RMKRZ | STRq |  |

|  | exSKRZ-G+eBUE |

|  | RM |

| RMq | RMIdu | RMq |  |

| WASSERq | hKRZWae | WASSERq |  |

|  | STR |

| WASSERq | hKRZWae | WASSERq |  |

|  | STR |

| CONTgq | ABZqlr | CONTfq |  |